# Chặng đua GP Styria 2020
Chặng đua GP Styria 2020 (tên chính thức là Formula 1 Pirelli Großer Preis der Steiermark 2020) là chặng đua thứ 2 của Giải đua xe Công thức 1 2020. Chặng đua diễn ra từ ngày 10 đến ngày 12 tháng 07 năm 2020 tại trường đua Red Bull Ring, Áo. Người chiến thắng là Lewis Hamilton của đội đua Mercedes.

## Bối cảnh
Đây là chặng đua được bổ sung vào lịch thi đấu sau khi nhiều chặng đua bị hủy vì đại dịch Covid-19.

## Diễn biến chính
Lewis Hamilton giành pole và đã kiểm soát hoàn toàn cuộc đua để chiến thắng đầu tiên trong mùa giải.
Ở pha xuất phát có va chạm của hai tay đua của đội Ferrari là Charles Leclerc và Sebastian Vettel khiến cho cả hai đều phải bỏ cuộc sớm.
Cuối cuộc đua, Valtteri Bottas vượt qua Max Verstappen để về đích thứ 2. Verstappen P3.
Sau cuộc đua, Bottas vẫn dẫn đầu BXH tổng với 43 điểm.

## Kết quả
| Stt                                                                 | Số xe | Tay đua            | Đội đua                   | Lap | Thời gian        | Xuất phát | Điểm |
| ------------------------------------------------------------------- | ----- | ------------------ | ------------------------- | --- | ---------------- | --------- | ---- |
| 1                                                                   | 44    | Lewis Hamilton     | Mercedes                  | 71  | 1:22:50.683      | 1         | 25   |
| 2                                                                   | 77    | Valtteri Bottas    | Mercedes                  | 71  | +13.719          | 4         | 18   |
| 3                                                                   | 33    | Max Verstappen     | Red Bull Racing-Honda     | 71  | +33.698          | 2         | 15   |
| 4                                                                   | 23    | Alexander Albon    | Red Bull Racing-Honda     | 71  | +44.400          | 6         | 12   |
| 5                                                                   | 4     | Lando Norris       | McLaren-Renault           | 71  | +1:01.470        | 9         | 10   |
| 6                                                                   | 11    | Sergio Pérez       | Racing Point-BWT Mercedes | 71  | +1:02.387        | 17        | 8    |
| 7                                                                   | 18    | Lance Stroll       | Racing Point-BWT Mercedes | 71  | +1:02.453        | 12        | 6    |
| 8                                                                   | 3     | Daniel Ricciardo   | Renault                   | 71  | +1:02.591        | 8         | 4    |
| 9                                                                   | 55    | Carlos Sainz Jr.   | McLaren-Renault           | 70  | +1 lap           | 3         | 3    |
| 10                                                                  | 26    | Daniil Kvyat       | AlphaTauri-Honda          | 70  | +1 lap           | 13        | 1    |
| 11                                                                  | 7     | Kimi Räikkönen     | Alfa Romeo Racing-Ferrari | 70  | +1 lap           | 16        |      |
| 12                                                                  | 20    | Kevin Magnussen    | Haas-Ferrari              | 70  | +1 lap           | 15        |      |
| 13                                                                  | 8     | Romain Grosjean    | Haas-Ferrari              | 70  | +1 lap           | PL        |      |
| 14                                                                  | 99    | Antonio Giovinazzi | Alfa Romeo Racing-Ferrari | 70  | +1 lap           | 19        |      |
| 15                                                                  | 10    | Pierre Gasly       | AlphaTauri-Honda          | 70  | +1 lap           | 7         |      |
| 16                                                                  | 63    | George Russell     | Williams-Mercedes         | 69  | +2 laps          | 11        |      |
| 17                                                                  | 6     | Nicholas Latifi    | Williams-Mercedes         | 69  | +2 laps          | 18        |      |
| Ret                                                                 | 31    | Esteban Ocon       | Renault                   | 25  | Overheating      | 5         |      |
| Ret                                                                 | 16    | Charles Leclerc    | Ferrari                   | 4   | Collision damage | 14        |      |
| Ret                                                                 | 5     | Sebastian Vettel   | Ferrari                   | 1   | Collision        | 10        |      |
| Fastest lap: Carlos Sainz Jr. (McLaren-Renault) – 1:05.619 (lap 68) |       |                    |                           |     |                  |           |      |

Nguồn: Trang chủ Formula1

## BXH sau chặng đua
|         | Stt | Tay đua         | Điểm |
| ------- | --- | --------------- | ---- |
|         | 1   | Valtteri Bottas | 43   |
| 2       | 2   | Lewis Hamilton  | 37   |
|         | 3   | Lando Norris    | 26   |
| 2       | 4   | Charles Leclerc | 18   |
| 1       | 5   | Sergio Pérez    | 16   |
| Source: |     |                 |      |

|         | Stt | Đội đua                   | Điểm |
| ------- | --- | ------------------------- | ---- |
|         | 1   | Mercedes                  | 80   |
|         | 2   | McLaren-Renault           | 39   |
| 6       | 3   | Red Bull Racing-Honda     | 27   |
|         | 4   | Racing Point-BWT Mercedes | 22   |
| 2       | 5   | Ferrari                   | 19   |
| Source: |     |                           |      |